# Tanjung Aman (Lubuk Linggau Barat I)
Tanjung Aman is een bestuurslaag in het regentschap Lubuklinggau van de provincie Zuid-Sumatra, Indonesië. Tanjung Aman telt 3319 inwoners (volkstelling 2010).